# 高山勝司
高山 勝司（たかやま かつじ、1883年〈明治16年〉11月10日 - 1961年〈昭和36年〉9月30日）は、大正から昭和時代の関東庁官僚。千葉県長生郡豊岡村長。旅順市長。

## 経歴
千葉県長生郡弓渡村（豊岡村、本納町を経て、現茂原市）出身。高山粂蔵の次男として生まれる。1907年（明治40年）明治大学専門部法律科卒業後、関東都督府（1919年（大正8年）関東庁に改組）警察部に出仕する。警部補、警部、警視と進み、旅順、大連、安東、新京各警察署長を歴任し、1935年（昭和10年）3月退官。翌月、旅順市助役を経て、1936年（昭和11年）1月25日、旅順市長に就任した。ほか、旅順市会議長を務めた。
戦後は、豊岡村長を歴任した。